# Pri Orechovom rade
Pri Orechovom rade je chráněný areál v katastrálním území města Komárno v okrese Komárno v Nitranském kraji na Slovensku. Území bylo vyhlášeno v roce 2012 a jeho rozloha je 1,7 hektaru. Předmětem ochrany jsou biotopy vnitrozemských slanisek a slaných luk a panonských slaných stepí a slanisek.